# Gianni Pagliarini
Gianni Pagliarini (Milano, 21 gennaio 1961) è un sindacalista e politico italiano.

## Biografia
Dipendente pubblico e dirigente sindacale della Funzione Pubblica-Confederazione Generale Italiana del Lavoro (FP-CGIL), di cui è stato membro della segretaria nazionale dal 2000 al 2006.
Alle elezioni politiche del 2006 viene eletto alla Camera dei deputati in Lombardia nelle file dei Partito dei Comunisti Italiani. Nella XV Legislatura è stato presidente della 11ª Commissione Lavoro pubblico e privato.
Alle elezioni politiche del 2008 viene ricandidato alla Camera per la lista elettorale La Sinistra l'Arcobaleno, ma non viene rieletto a causa del mancato raggiungimento dello sbarramento da parte della lista.
Nel 2009 si candida alle elezioni europee per la Lista Anticapitalista tra Rifondazione Comunista e Comunisti Italiani, senza essere eletto a causa del mancato raggiungimento della soglia di sbarramento al 4% da parte della lista.
Si candida anche alle elezioni regionali lombarde del 2010 con la Federazione della Sinistra nelle circoscrizioni di Brescia, Milano e Varese senza però essere eletto.
Successivamente continua a essere fra i dirigenti del PdCI, ricoprendo il ruolo di segretario regionale in Lombardia, dal quale si dimette nell'estate 2014.
Iscritto all'ordine dei giornalisti pubblicisti della Lombardia dal 2006. Ha scritto un libro dal titolo Uno ogni sette ore, perché di lavoro si muore, edito nel 2008 dalla Datanews Editrice.